# Krieger von Kelheim

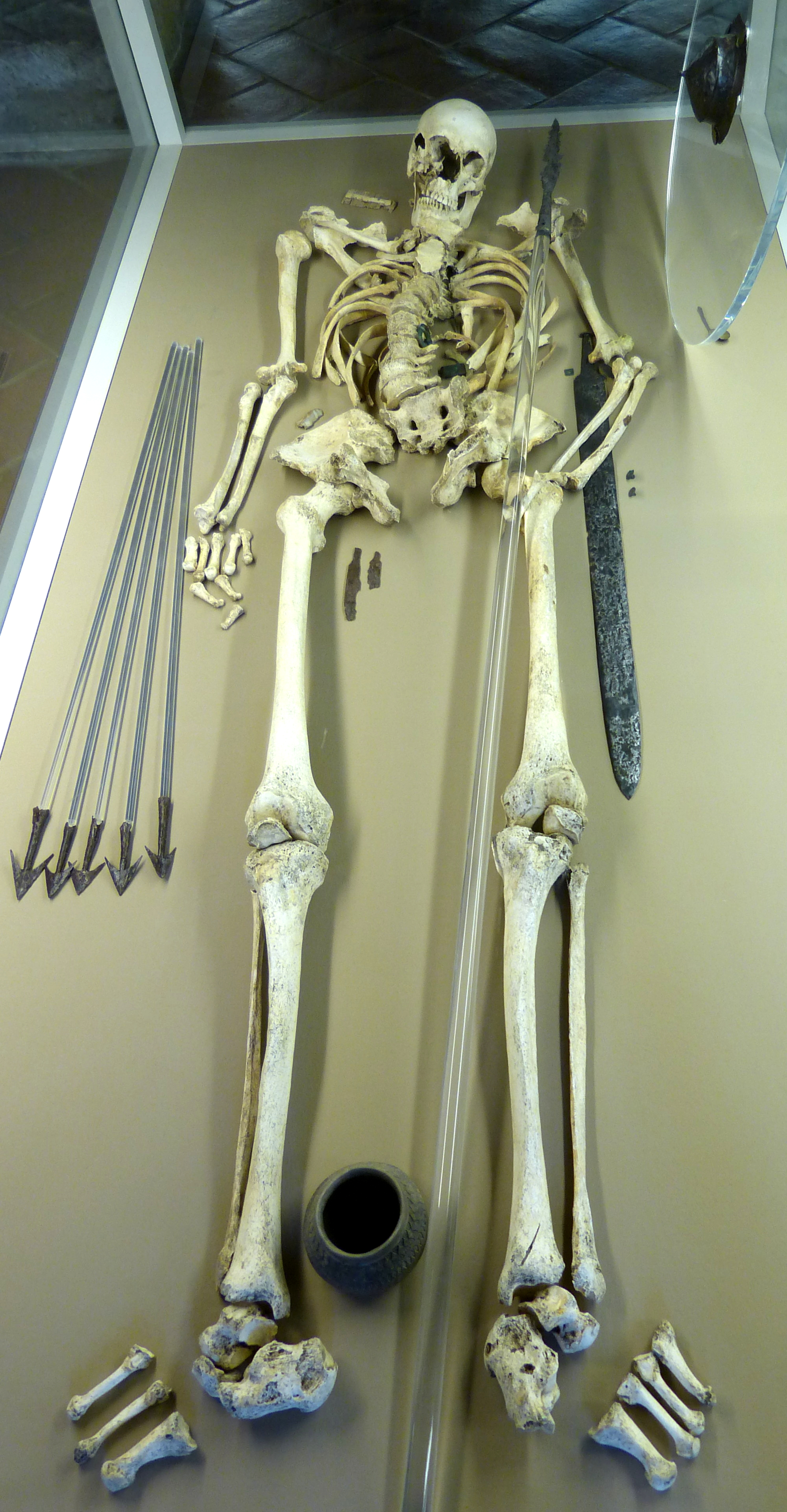
Der hünenhafte 1,95 m große Krieger von Kelheim mit Schwert und Schildbuckel, Pfeilspitzen und Gefäß für die Wegzehrung

Als Krieger von Kelheim wird ein merowingerzeitlicher Leichnam bezeichnet, der am 14. September 1914 in Grab 42 des bajuwarischen Reihengräberfelds von Kelheim-Gmünd auf der Altmühlflur östlich von Kelheim entdeckt wurde. Die Überreste des etwa im Alter von 40 bis 50 Jahren verstorbenen und 1,95 m großen Mannes wurden in die zweite Hälfte des 6. Jahrhunderts datiert. Die menschlichen Überreste und die Beigaben befinden sich heute im Archäologischen Museum von Kelheim.
Dabei lassen die Grabbeigaben Aussagen über seine gesellschaftliche Stellung zu, denn das zweischneidige Langschwert, eine Spatha, das schräg auf den Oberschenkeln des Toten abgelegt worden war, weist ihn als Angehörigen der kriegerischen, adligen Oberschicht aus. Hinzu kamen ein Schildbuckel mit bronzeplattierten Scheibenkopfnieten, eine Lanze, ein Bogen und fünf Pfeile. Zwischen den Füßen des Leichnams fand sich ein Gefäß für die Wegzehrung, ein stempelverzierter Beutelbecher.
Wie eine tiefe Verletzung am unteren Ende des linken Schienbeinknochens von vier bis fünf Zentimetern Länge erwies, starb der Mann eines gewaltsamen Todes. Ob dies durch Verbluten geschah, weil die dort verlaufende Arteria tibialis anterior durchtrennt wurde, oder durch eine Infektion und Entzündung mit Sepsis, ist unklar.

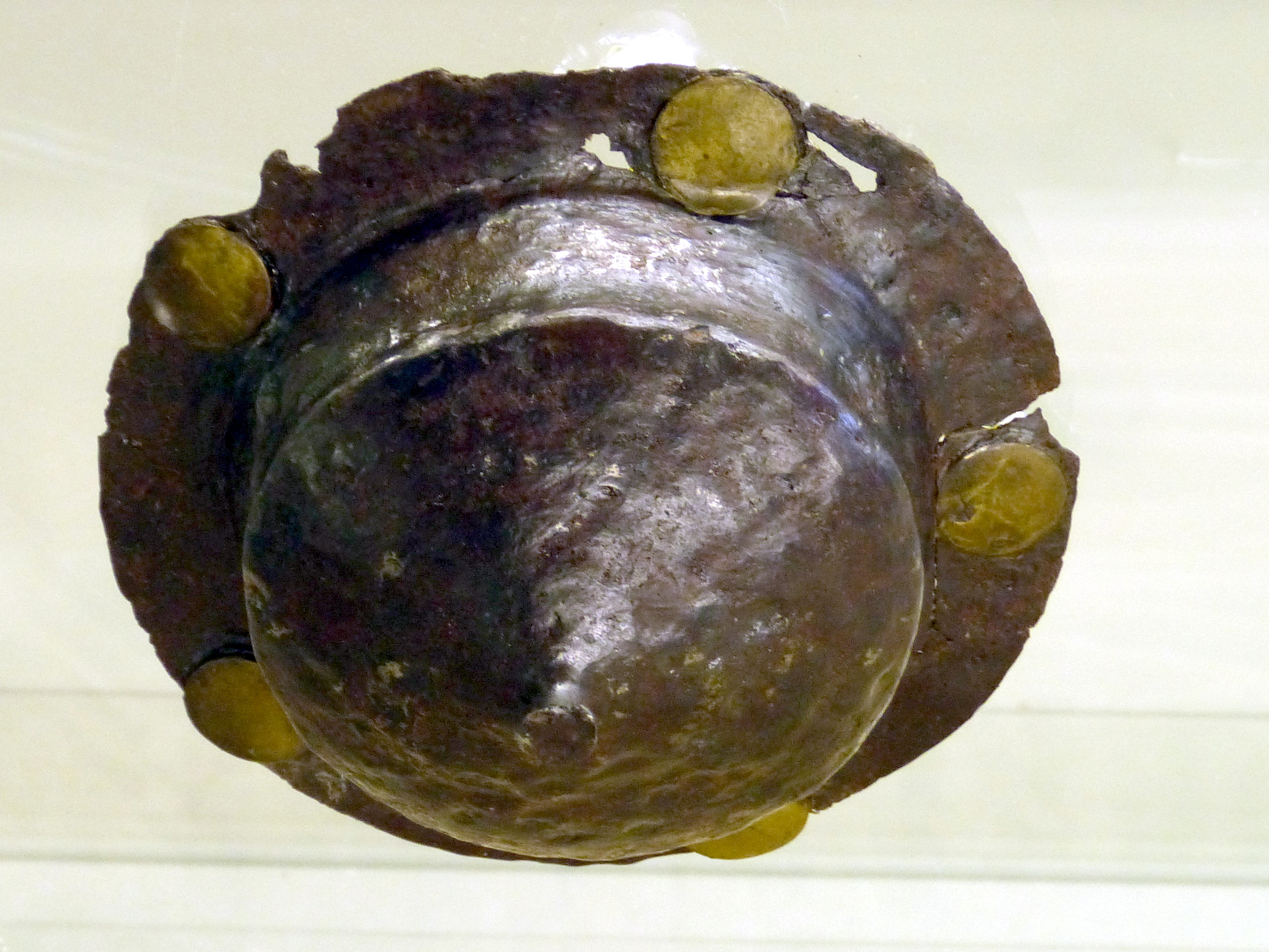
Der Schildbuckel